# Arben Shehu
Arben Shehu (né en 1967 en Albanie) est un footballeur albanais aujourd'hui retraité.
Il a notamment joué pour les clubs du KS Luftëtari Gjirokastër, KS Teuta Durrës et du KS Bylis Ballshi.
Il fut meilleur buteur du championnat d'Albanie lors de la saison 1994-1995 avec 21 buts en 28 matchs,,.